# Soppo
Soppo ist der Name von zwei Dörfern, Great Soppo und Small Soppo im Westen von Kamerun.

## Geschichte
Von 1904 bis 1914 war es das Hauptquartier der deutschen Schutztruppe für Kamerun. Wegen der gemäßigten Temperaturen, die durch die Höhenlage des Ortes (ca. 700 m) bedingt sind, machte der Baptistenmissionar Carl Jacob Bender Great Soppo zu einem Rückzugsort für Missionare in den Küstenregionen Kameruns. Die von ihm in den 1930er Jahren erbaute Kirche befindet sich noch immer in dem Dorf.